# لين هيوز (محامي)
لين هيوز (بالإنجليزية: Lynn Hughes) هو قاضي ومحامي أمريكي، ولد في 9 سبتمبر 1941 في هيوستن في الولايات المتحدة.